# Parrot Records (USA)
Parrot Records war ein US-amerikanisches Musiklabel der 1950er Jahre in den Musikstilen Jazz, Rhythm and Blues, Doo Wop, Gospel und Blues.

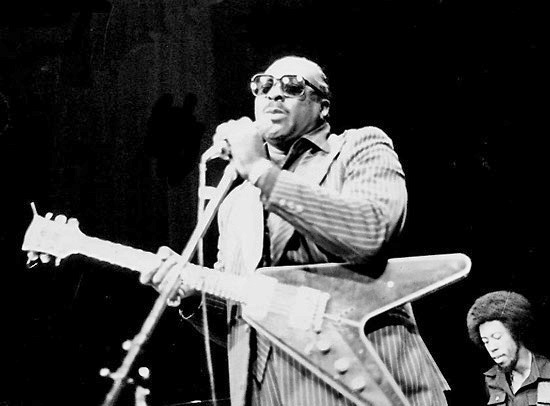
Albert King mit
Gibson Flying V E-Gitarre

Das Label Parrot Records wurde 1952 in Chicago von dem Diskjockey Al Benson (1908–1978) gegründet und bestand bis Mitte 1956. Erste Schallplatte des Labels war der Worry Blues von Willie Mabon; es folgten Einspielungen von Herbie Fields, Mabel Scott, Leo Parker, Coleman Hawkins (What a Difference a Day Made), Ahmad Jamal, von dem auch die erste und einzige LP des Labels von 1955 stammte, Ahmad Jamal Plays sowie von Paul Bascomb, Albert King, Jimmy Rushing, Lowell Fulson, Bobby Lewis, John Brim, Frank „Floorshow“ Culley, Snooky Pryor, J. B. Lenoir und diverser Vokalgruppen dieser Ära, wie The Orchids, The Flamingos, Marvin & Johnny oder The Rockettes. Ein Sublabel von Parrot war Blue Lake Records. 1956 geriet das Unternehmen in finanzielle Schwierigkeiten. Viele der bei Parrot entstandenen Aufnahmen wurden später von Chess Records vertrieben.

## Quelle
- Geschichte des Parrot und Blue Lake labels von Armin Büttner, Robert Campbell und Robert Pruter (abgerufen am 27. Oktober 2013).